# Claire Saunier
Pour les articles homonymes, voir Saunier.
Claire Saunier, alias Corinne, née le 6 avril 1908 à Paris où elle est morte le 26 mars 1998, est une institutrice et femme politique française.

## Biographie
Elle étudie à l'École normale d'instituteur de Batignolles. Instituteur, elle adhère à la CGT.
Résistante, elle est agent de liaison de Franc-Tireur. Elle est également secrétaire général adjoint du Mouvement de libération nationale, et secrétaire général de sa branche féminine, Femmes de la Libération nationale, sous l'autorité de Lucie Aubrac.
À la Libération de la France, elle est chargée de mission près le ministre du Ravitaillement, Yves Farge.
Elle est élue au Conseil de la République le 19 décembre 1946.
Les 27 décembre 1946, 14 janvier 1947 et 14 janvier 1948, elle est nommée secrétaire du Conseil de la République,,.

## Distinctions
- Médaille de la Résistance française avec rosette (décret du 3 juillet 1946)[6].